# Kaleen (cantora)
Marie-Sophie Kreissl (Wels, Áustria, 12 de novembro de 1994), conhecida artisticamente por Kaleen, é uma cantora, coreógrafa e dançarina austríaca. Representou a Áustria no Festival Eurovisão da Canção de 2024 em Malmö, com a canção "We Will Rave" que ficou no 24.º lugar na grande final com 24 pontos.

## Discografia

### Álbuns
- Stripping Feelings (2023)[5]

### Singles
| Ano  | Single                      | Álbum              |
| ---- | --------------------------- | ------------------ |
| 2021 | "Too Good to Not"           | —                  |
| 2021 | "Don't Wanna Leave You Now" | —                  |
| 2022 | "Games"                     | —                  |
| 2022 | "Put You Down"              | —                  |
| 2023 | "What It Feels Like"        | Stripping Feelings |
| 2023 | "Taking Chances"            | Stripping Feelings |